# Всё в прошлом
«Всё в про́шлом» — картина русского художника Василия Максимова (1844—1911), оконченная в 1889 году. Принадлежит Государственной Третьяковской галерее (инв. 589). Размер полотна — 72 × 93,5 см. На картине изображены две пожилые женщины — барыня и её служанка, сидящие в весенний солнечный день у порога флигеля. На заднем плане видно основное здание усадьбы, находящееся в запущенном состоянии, с заколоченными окнами.
Идея о создании картины появилась у художника в 1866 году, когда он жил в деревне Шубино Тверской губернии. В 1880-х годах он написал ряд этюдов и эскизов для будущего полотна. Над самой же картиной Максимов работал в 1888—1889 годах в расположенной на берегу реки Волхов усадьбе Любша, которая в 1885 году по наследству перешла к его жене Лидии Александровне.
Работа над картиной была закончена в начале 1889 года. Полотно экспонировалось на 17-й выставке Товарищества передвижных художественных выставок («передвижников»), открывшейся в феврале 1889 года в Санкт-Петербурге. Картина Максимова «имела исключительный успех»: критик Владимир Стасов писал, что «это тема, чудесно взятая и чудесно переданная», а художник Василий Поленов отмечал «изумительно правдивые и живые» фигуры барыни и служанки.
После написания картины «Всё в прошлом» у Максимова более не было произведений такого уровня. Чтобы заработать на жизнь себе и своей семье, он многократно повторял эту картину, которая пользовалась популярностью у покупателей, — всего было написано более 40 авторских повторений.
Отмечая большое мастерство, с которым в картине «Всё в прошлом» раскрыта тема распада «дворянских гнёзд», искусствовед Александр Замошкин писал, что после создания этого произведения Максимов «по праву занял место в первом ряду новеллистов русской живописи девяностых годов». По словам искусствоведа Алексея Леонова, художник «создал полотно глубокого общественного смысла и большой художественной выразительности», которое стало «символом уходящей пореформенной России».

## История

### Предшествующие события и работа над картиной
С 1863 года Василий Максимов учился в Академии художеств в Санкт-Петербурге, а в 1866 году переехал в деревню Шубино, расположенную в Корчевском уезде Тверской губернии, где работал учителем рисования в имении графов Голенищевых-Кутузовых. На художника произвела большое впечатление богатая обстановка графской усадьбы, наряду с рассказами о былом величии и о том, что теперь всё идёт к упадку. По словам его дочери Ариадны Максимовой-Скалозубовой, именно там, в Шубино, в 1866 году у Василия Максимова «зародилась мысль о картине „Всё в прошлом“, которую он вынашивал почти 30 лет».

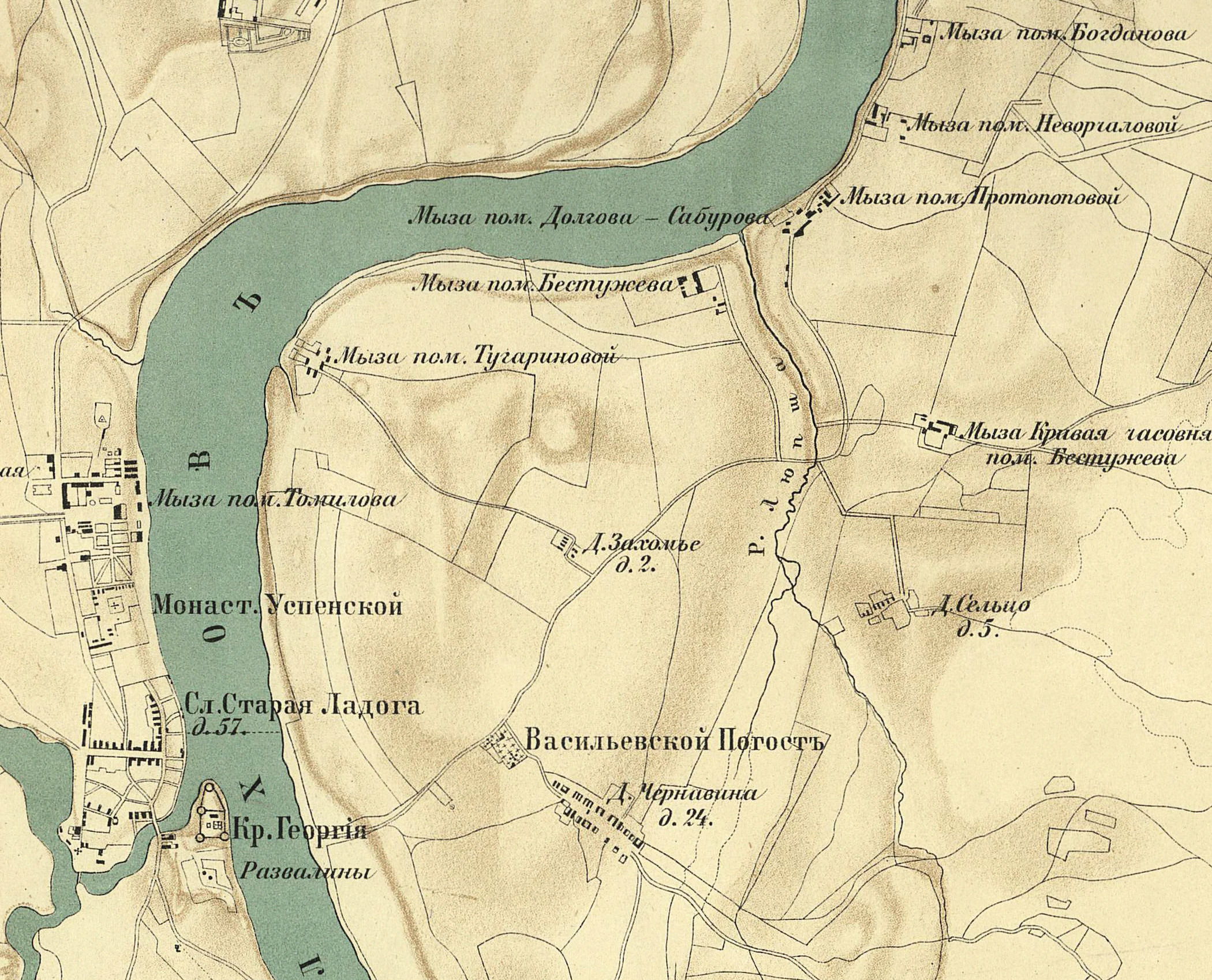
Карта окрестностей Старой Ладоги в первой половине XIX века: усадьба Любша находилась на правом берегу Волхова у впадения в него реки Любша (на карте — Люпша)

В тех же краях Максимов познакомился со своей будущей женой — Лидией Александровной, дочерью статского советника (впоследствии действительного статского советника) Александра Александровича Измайлова и его жены Надежды Константиновны Измайловой, которой принадлежала небольшая усадьба Любша, расположенная недалеко от Старой Ладоги, на берегу реки Волхов (в настоящее время место, где располагалась усадьба, входит в состав деревни Сельцо-Горка). Максимов, по его собственным воспоминаниям о Лидии Александровне, «полюбил эту дивную девушку, полюбил страстно, свято». Они обвенчались 29 января 1868 года.
Александр Александрович Измайлов скончался в 1877 году, а в 1885 году умерла Надежда Константиновна, и семья Максимовых получила от неё по наследству усадьбу Любша. Ариадна Максимова-Скалозубова писала: «Любша — это маленькая усадьба на правом, крутом берегу Волхова. Старый дом с черёмухами под окнами. Большой запущенный сад спускался с горы к берегу, обнесённый обломками плит и частоколом, с глубоким колодцем внизу сада, под тенью вековых елей, с липовой аллеей, кустами сирени, роз и акаций, малины, крыжовника, смородины». Сад этой усадьбы и послужил декорацией для картины, задуманной много лет назад, а прототипом барского дома стал соседний дом, принадлежавший помещице Богдановой. Этот дом изображён на этюде, который, по-видимому, был создан художником в начале 1880-х годов, а впоследствии находился в собрании А. В. Максимовой-Скалозубовой.

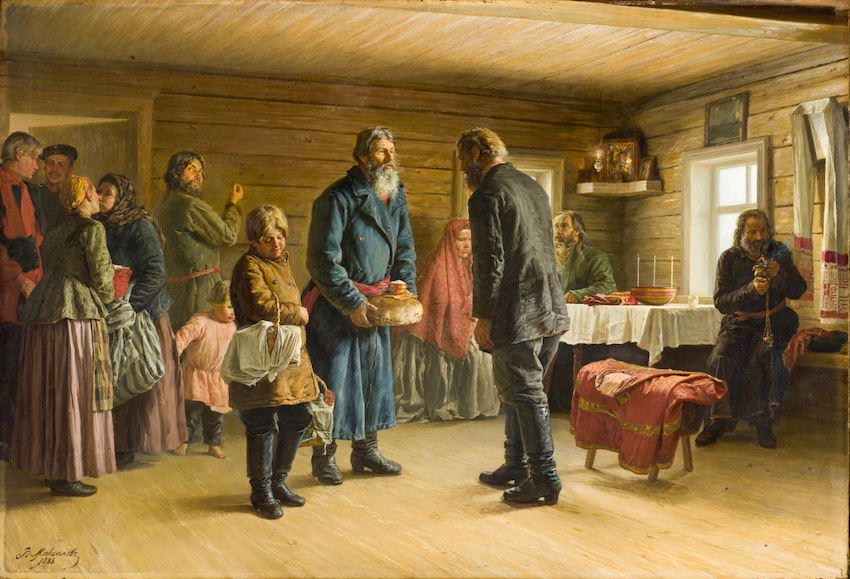
В. М. Максимов. Новоселье (1888, Музей Орсе)

Первый живописный эскиз к будущей картине появился в 1885 году, а в последующие два года Максимов был занят обустройством усадьбы. К 1887 году была закончена постройка жилых комнат и мастерской художника, которая также располагалась в усадебном доме. В том же году Максимов отпраздновал новоселье, а вскоре написал картину на связанный с этим сюжет, которая так и называлась — «Новоселье» (ныне в Музее Орсе). По-видимому, после её окончания художник принялся за создание нового полотна — «Всё в прошлом», над которым он работал в 1888 и 1889 годах.
В письме к художнику Илье Остроухову от 5 декабря 1895 года Максимов так рассказывал о создании картины «Всё в прошлом»: «Дом и весь пейзаж мною сочинены были раньше, чем я обработал фигуры, над поворотами которых я долгонько мозговал и додумался только уже в самой картине, обрабатывая её углём. Костюм весь и вся обстановка были у меня в запасе как наследие моей тёщи, франтихи-профессорши сороковых годов». Для картины Максимов написал ряд пейзажных этюдов. Среди его работ, относящихся к этому времени, — «Закатный пейзаж» (1888), который находился в Третьяковской галерее, а затем через Государственный музейный фонд был передан в Златоустовский городской краеведческий музей.
В письме к Павлу Третьякову от 14 января 1889 года Максимов употреблял для своей новой картины название «Забытая усадьба» — он писал: «С радостью жду посещения моей утлой мастерской собратьями по кисти, что-то скажут о моей „Забытой усадьбе“?» Но три месяца спустя, в письме к Третьякову от 8 апреля 1889 года, Максимов уже использовал название «Всё в прошлом», которое так и закрепилось за этой картиной.

### 17-я передвижная выставка и последующие события
Картина «Всё в прошлом» была закончена в начале 1889 года. Она экспонировалась на 17-й выставке Товарищества передвижных художественных выставок («передвижников»), открывшейся 26 февраля 1889 года в Санкт-Петербурге, а в апреле того же года переехавшей в Москву. Петербургская часть выставки проходила в доме Боткиной на Сергиевской улице (ныне улица Чайковского), а московская — в здании Московского училища живописи, ваяния и зодчества. В том же году картина была приобретена у автора Павлом Третьяковым. В мае 1889 года 17-я передвижная выставка продолжила своё путешествие по другим городам Российской империи, которое завершилось в начале января 1890 года. За это время выставка побывала в Астрахани (в мае), Саратове (в июне), Харькове (в сентябре), Полтаве (в октябре), Одессе (в ноябре) и Киеве (в декабре — январе).
Полотно «Всё в прошлом» было единственным произведением Максимова, представленным на выставке, и оно получило хорошие отзывы зрителей и критиков. В письме к жене Наталье Васильевне от 21 февраля 1889 года художник Василий Поленов писал: «Максимов написал картину, называется „Всё в прошлом“. Старушка помещица сидит и мечтает у крыльца балкона в старом кресле <…>, а её ключница сидит на приступке и вяжет. Чудесные две фигуры, изумительно правдивые и живые». Положительно отозвался о новой картине Максимова и художественный критик Владимир Стасов, опубликовавший обзорную статью о передвижной выставке «Наши передвижники нынче», появившуюся в апреле 1889 года в журнале «Северный вестник». Тем не менее не все отзывы были однозначно положительными — в частности, в статье, опубликованной в журнале «Русская мысль» (майский выпуск 1889 года), писатель Митрофан Ремезов называл картину Максимова «слабой по исполнению», отмечая, что в этом конкретном случае «содержательность произведения в значительной мере искупает некоторые недостатки исполнения».

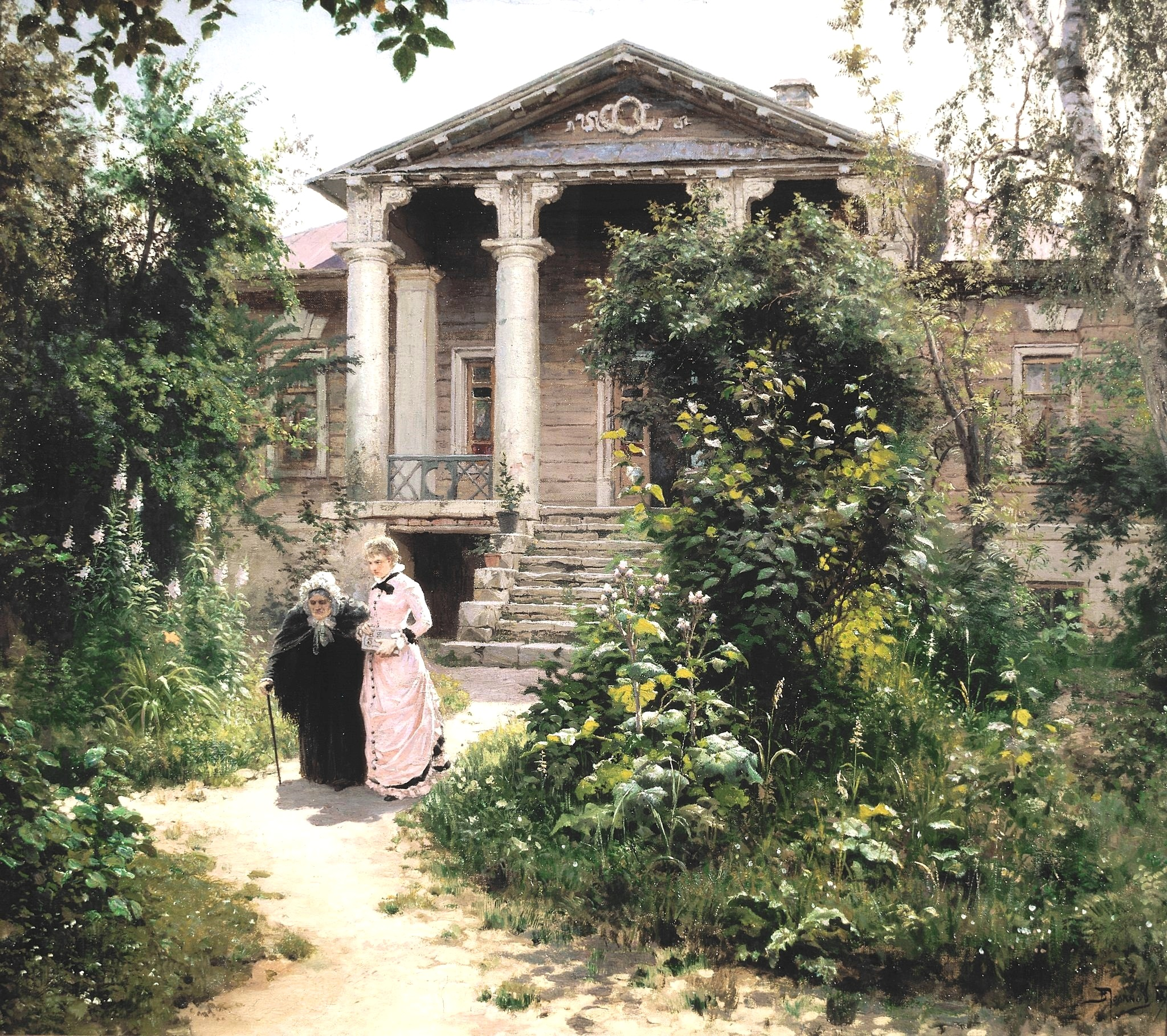
В. Д. Поленов. Бабушкин сад (1878, ГТГ)

После написания картины «Всё в прошлом» у Максимова более не было произведений такого уровня. Чтобы свести концы с концами, он многократно повторял эту картину, которая всё ещё пользовалась популярностью, — всего было написано 42 авторских повторения. Обсуждая причины, по которым авторские варианты картины «Всё в прошлом» были более популярны, чем повторения других картин Максимова, искусствовед Алексей Леонов писал, что «объяснялось это, видимо, её поэтически рассказанной темой, встречавшей отзвук в душе каждого зрителя и будившей у многих воспоминания о прошлом, о своей молодости, о прожитой жизни». С названием картины связывают закрепление в культуре крылатого выражения «Всё в прошлом». Оно было известно и ранее, но именно популярность работы Максимова вызвала её широкое распространение. 
По словам Ариадны Максимовой-Скалозубовой, в начале 1930-х годов полотна «Бабушкин сад» Василия Поленова и «Всё в прошлом» Василия Максимова экспонировались в Третьяковской галерее с дополнительной «позорной» надписью «Дворянская реакционная живопись». Рассматривая это как «несправедливое, грубое очернение её отца — художника-демократа», Максимова-Скалозубова рассказывала о появившемся у неё в то время наивном желании накопить денег и выкупить отцовскую картину из галереи.
Впоследствии картина «Всё в прошлом» экспонировалась на ряде выставок, проходивших как в СССР и России, так и в других странах Европы, Азии и Северной Америки. В 1971—1972 годах полотно принимало участие в выставках «Передвижники в Государственной Третьяковской галерее» (Москва) и «Бытовая живопись передвижников» (Ленинград, Киев, Минск), приуроченных к столетию ТПХВ. В 1972—1973 годах оно экспонировалось на проходившей в Баден-Бадене, Праге, Дортмунде и Братиславе выставке «Русский реализм», в 1973—1974 годах — на выставках русского искусства в Бухаресте и Варшаве, в 1981 году — на организованной в Алма-Ате выставке «Русское реалистическое искусство второй половины XIX века из собрания ГТГ», в 1986—1987 годах — на проходившей в Вашингтоне, Чикаго, Бостоне и Лос-Анджелесе выставке произведений из собраний ГТГ и ГРМ, а в 1990 году — на выставке произведений русских художников в Касаме и Саппоро. Картина также была одним из экспонатов выставки «Русская жизнь», состоявшейся в октябре — декабре 2020 года в Челябинске.

## Описание
На переднем плане изображены две пожилые женщины — барыня и её служанка-наперсница. Они расположились у порога флигеля, а основное здание усадьбы находится на заднем плане — в запущенном состоянии, с заколоченными окнами. Вокруг него — засохшие деревья, а там, где когда-то были разбиты клумбы, лежат кучи сушняка. У флигеля распустился куст сирени, в тени которого и сидят в этот весенний солнечный день барыня и служанка. Тема, выбранная художником, перекликается с мотивами полотен Ивана Крамского «Осмотр старого дома» (1874, ГТГ) и Василия Поленова «Бабушкин сад» (1878, ГТГ), а также написанной в 1903 году пьесы Антона Чехова «Вишнёвый сад». Срубленное старое дерево и чахлая молодая поросль «воспринимаются как своеобразная метафора, напоминающая о вымирании „дворянских гнёзд“».
Барыня сидит в мягком кресле с задумчивым видом, с полузакрытыми глазами. В её вальяжной позе видна благородная стать, сохранившаяся несмотря на её преклонный возраст. На голове у неё белоснежный чепец, на руках — золотые перстни, на ногах — мягкие домашние туфли. Она одета в платье с нарядным бантом и бархатную тальму, отделанную мехом. В опущенной руке она держит лорнет. Под её ноги подложена подушка, рядом с которой примостился спаниель, тоже старый, собачья жизнь которого тоже в прошлом. По сравнению с эскизом, в картине образ барыни стал сложнее. По-видимому, она вспоминает что-то из своей прошлой жизни, при этом «она полна сознания своего былого достоинства» — «перед нами барыня, когда-то властная и жестокая». Для её образа Максимову позировала его невестка Варвара — жена его брата Алексея. Художник уже работал с ней ранее: за четверть века до этого она послужила моделью для матери в картине «Больное дитя» (1864), а также позировала для полотна «Бабушкины сказки» (1867).
Служанка расположилась на приступке. Художник изобразил её как простую деревенскую старушку-крестьянку. Она одета в пёструю юбку и кофту, поверх которой повязан тёмный фартук. На её голове — атласный платочек. Она и сейчас не перестаёт трудиться — сосредоточенно вяжет чулок, глубоко задумавшись и предавшись воспоминаниям. По всей видимости, одинокая женщина добровольно осталась доживать свой век рядом со своей госпожой. По словам искусствоведа Маргариты Чижмак, «словно неслучившимся женским счастьем — „обручальным кольцом“ — перекинута через её безымянный палец шерстяная нитка недовязанного чулка белого цвета, символизирующего непорочность».
Фрагменты картины «Всё в прошлом»
Между барыней и служанкой находится накрытый расшитой скатертью столик, на котором стоит дорогая фарфоровая посуда, оставшаяся от былых времён. Рядом со служанкой находится старомодный медный самовар, на конфорке которого подогревается кофейник. Внешний вид самовара обсуждался в переписке Василия Максимова и Павла Третьякова; в частности, в письме от 11 апреля 1889 года Третьяков писал: «Летом на воздухе нужно Вам сделать этюд самовара, только действительно старинного, а после, зимой как-нибудь, вписать его в картину. Я её могу Вам привезти тогда».
Художник искусно показывает контраст между двумя женщинами, которые принадлежат к различным социальным типам, представляющим разные классы старой деревни. В частности, этот контраст подчёркивается чашками, из которых они пьют чай, — изящная фарфоровая чашка с позолотой у барыни и массивная кружка у служанки, которая стоит на ступеньке рядом с ней. По-видимому, она не смеет поставить чашку на тот столик, которым пользуется барыня.
Значительную роль в композиции полотна играет пейзаж. По мнению искусствоведа Алексея Леонова, картина «Всё в прошлом» свидетельствует о том, каких успехов достиг художник в пейзажной живописи: «Как просветлела палитра, как насытилась она свето-воздушными тональностями, как хорошо написана сирень в тени и как залит солнцем старый, забитый барский дом!». В то же время искусствовед Софья Гольдштейн отмечала, что в этом произведении Максимова не находят органического претворения завоёванные к тому времени русским искусством принципы пленэра. По словам Гольдштейн, «стремясь к передаче свето-воздушной среды, к более цельному и связному восприятию натуры, он [Максимов], вместе с тем, приходит и к излишней пестроте и цветистости, заметной и в фигурах, и, особенно, в пейзаже». Критиковал пейзажную составляющую полотна и художник Василий Поленов — в письме к жене от 21 февраля 1889 года он писал, что Максимов «чувствует форму, зато пейзаж, т. е. вдали разрушенное прежнее величие, — плохо до наивности».

## Эскизы и повторения картины

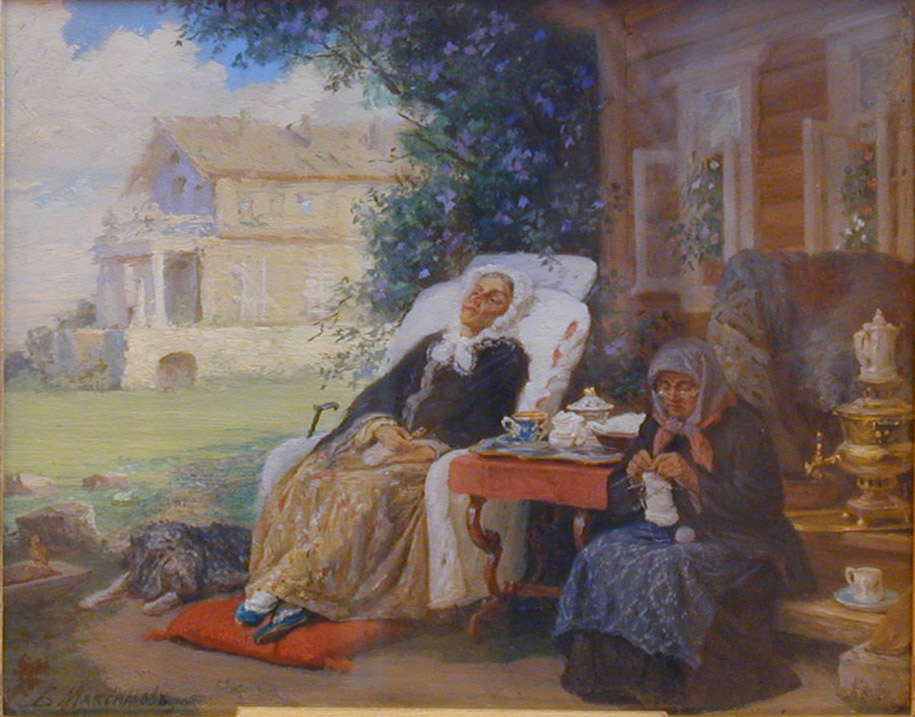
Эскиз картины «Всё в прошлом» (1885 или 1888, ИОХМ)

Сохранился один из ранних графических эскизов картины, датированный 1868 годом, — он находится в частном собрании в Москве. Несколько живописных и графических эскизов находятся в Государственном Русском музее в Санкт-Петербурге. Кроме этого, есть эскизы этой картины и в частном собрании, ранее принадлежавшем А. В. Максимовой-Скалозубовой (деревня Самарово Тюменской области).
В монографии искусствоведа Алексея Леонова, посвящённой творчеству Василия Максимова, подробно обсуждается эскиз 1885 года (холст, масло, 21,2 × 26,2 см), который в 1895 году был послан Максимовым художнику Илье Остроухову. В письме к Остроухову от 5 декабря 1895 года Максимов писал: «Цену назначил для тебя 25 рублей, и, буде эскиз тебе не надобен, не нравится, продай его дороже, за что я тебе скажу спасибо; но, друг мой, мне было бы приятней, чтобы ты его удержал у себя, так как этот эскиз единственный, по которому я работал свою картину». Впоследствии этот эскиз перешёл из коллекции Ильи Остроухова в собрание Третьяковской галереи, а затем был передан в собрание Ивановского областного художественного музея (инв. ЖР-170, ныне датируется 1888 годом).

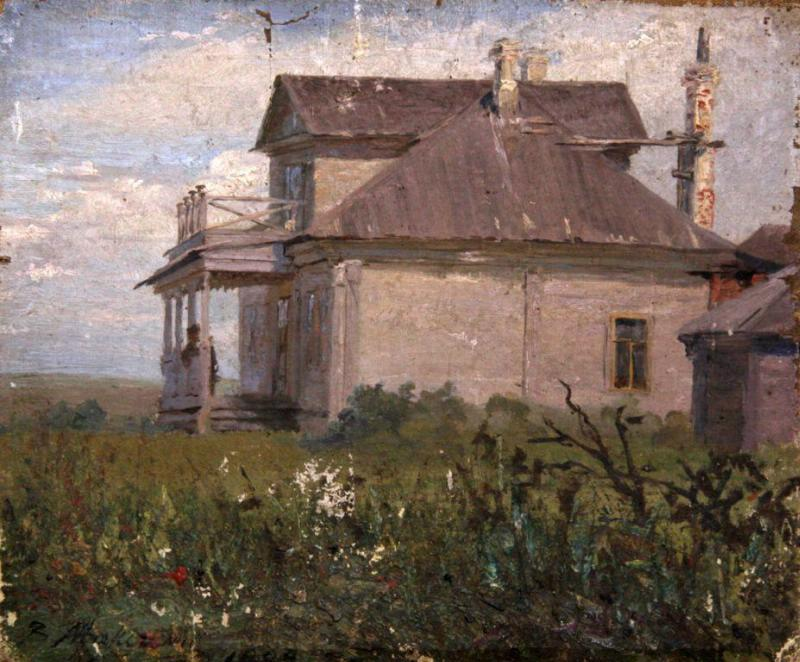
Этюд к картине «Всё в прошлом» (1880-е, ТМИИ)

В Тюменском музее изобразительных искусств хранится этюд к картине «Всё в прошлом» (1880-е, холст на картоне, масло, 31 × 34,5 см, инв. ИК-990), на котором изображён дом с мезонином и крыльцом. Ранее этот этюд находился в собрании А. В. Максимовой-Скалозубовой. По-видимому, этот этюд, на котором изображён дом помещицы Богдановой, был написан Максимовым в начале 1880-х годов. Этюд плохо сохранился, в некоторых местах осы́палась краска. Вероятно, по этой причине холст был снят с подрамника и наклеен на картон.
Существует ряд одноимённых авторских повторений картины «Всё в прошлом». Одно из них, выполненное в 1890-х годах, принадлежит коллекции Национального художественного музея Республики Беларусь. В Государственной Третьяковской галерее находится уменьшенное повторение картины (1900, картон, масло, 27 × 35,5 см, инв. Ж-1752), которое поступило в 1973 году от Октябрьского райфинотдела города Москвы (возможно, ранее оно было в коллекции А. П. Лангового). В Государственном Русском музее в Санкт-Петербурге тоже есть авторское повторение картины «Всё в прошлом», исполненное в половину величины оригинала (1890-е, картон, масло, 37,5 × 45,9 см, инв. Ж-12061, поступило в 2000 году как дар от петербургских коллекционеров Якова Ржевского и Иосифа Ржевского).
Кроме этого, авторские повторения картины есть в Архангельском музее изобразительных искусств (1904, холст или картон, масло, 33,5 × 47,5 см, инв. Ж-1445), Кисловодском мемориальном музее-усадьбе художника Н. А. Ярошенко (бумага, картон, дерево, масло, 20 × 27,5 см, инв. Ж-244), Курской государственной картинной галерее имени А. А. Дейнеки (1902, картон, масло, 20,9 × 25,6 см, инв. Ж-1414), Владимиро-Суздальском историко-художественном и архитектурном музее-заповеднике (холст, масло, 69,5 × 93,5 см, инв. Ж-1143), Чувашском государственном художественном музее (1897, холст, масло, 23,5 × 28 см, инв. КП-2432) и других собраниях.
В Государственной Третьяковской галерее есть реплика картины, выполненная сепией на бумаге (1895, 34 × 47 см, инв. 7291). Ещё одна авторская сепия хранится в Государственном Русском музее (1895, 34,3 × 45 см).

## Отзывы
В статье «Наши передвижники нынче», вышедшей в 1889 году в апрельском номере журнала «Северный вестник», художественный критик Владимир Стасов дал высокую оценку картине «Всё в прошлом». По его мнению, это полотно «представляет крупную единицу» в истории творчества Максимова, и оно стало самым значительным достижением художника со времени написанной в 1875 году картины «Приход колдуна на крестьянскую свадьбу». Обсуждая сюжет картины — «проживающая последние годы своей жизни старуха-помещица, которая протянулась на кресле в саду и которую грызут воспоминания прошлого», Стасов отмечал, что «это тема, чудесно взятая и чудесно переданная». На основании своих впечатлений от картины Стасов пришёл к такому выводу: «Максимов не потух и не стушевался. В нём ещё добрый запас ощущения русской жизни. Он, наверное, сделает ещё много хорошего. Даже колорит его получил живость и изящество».

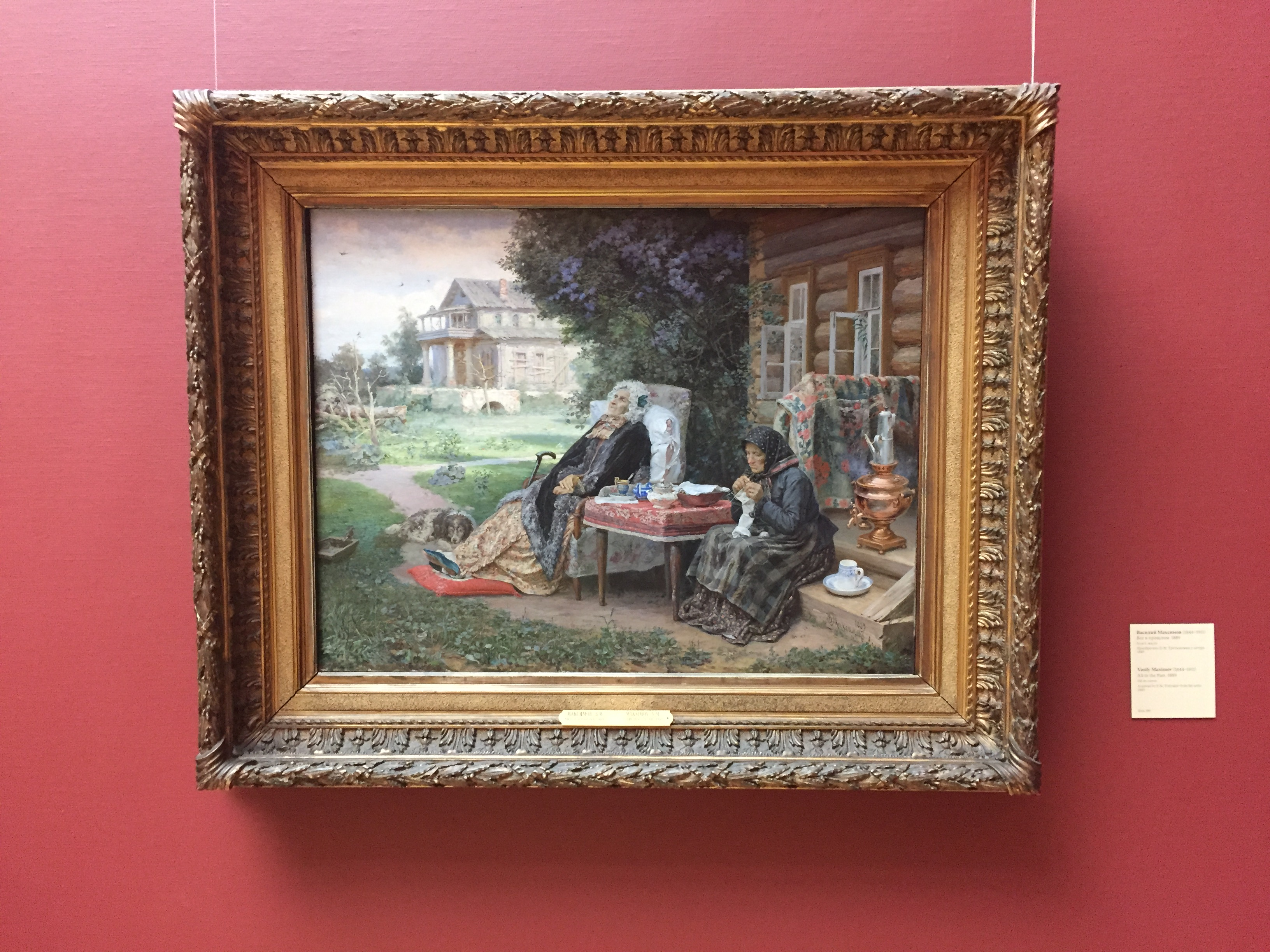
Картина «Всё в прошлом» в ГТГ

Художник Яков Минченков в своих «Воспоминаниях о передвижниках» отмечал, что из всех произведений Максимова «наибольшую популярность в обществе получила его картина „Всё в прошлом“». Минченков писал: «И надо согласиться, что картина глубоко прочувствована и передаёт определённую эпоху. В угасающей старой помещице, доживающей последние дни свои в бедной крестьянской обстановке, прекрасно выражено воспоминание о прежней широкой и роскошной помещичьей жизни». Минченков с сожалением отмечал, что эта картина эта «явилась лебединой песнью в творчестве Василия Максимовича».
Называя картину «Всё в прошлом» «новеллой», искусствовед Александр Замошкин писал, что её тема — «распад „дворянских гнёзд“ в условиях жизни пореформенной России» — раскрыта Максимовым с большим мастерством. По его словам, картина написана «светло и звучно», в ней всё очень тонко рассказано — в частности, чрезвычайно убедительно показана «связь двух основных психологических мотивов». Замошкин отмечал, что образ старой барыни напоминает Арину Петровну Головлёву из романа Михаила Салтыкова-Щедрина «Господа Головлёвы», при этом образ другой женщины «также дан превосходно», «в нём так много русской доброты и теплоты». По мнению Замошкина, после создания этого произведения Максимов «по праву занял место в первом ряду новеллистов русской живописи девяностых годов».
Искусствовед Алексей Леонов отмечал, что, подчёркивая социальное неравенство двух старых женщин — барыни и служанки, Максимов «не упустил ни одной существенной детали, чтобы не заставить её служить поставленной себе художественной цели». По словам Леонова, картина Максимова «имела исключительный успех» — художник «создал полотно глубокого общественного смысла и большой художественной выразительности», которое стало «символом уходящей пореформенной России».
Искусствовед Маргарита Чижмак писала, что картина «Всё в прошлом» занимает исключительное место в творческом наследии Максимова и по праву считается «одним из самых задушевных произведений в ряду полотен „передвижников“». По словам Чижмак, за время, прошедшее с момента написания картины, она не потеряла своего обаяния и «предстаёт в залах Третьяковской галереи дивной „повестью“ о помещичьей России с её героями, укладом жизни и нравами».

## Комментарии
1. ↑  Для датировки событий, происходивших в Российской империи, используется юлианский календарь («старый стиль»).